# 스포로고니테스

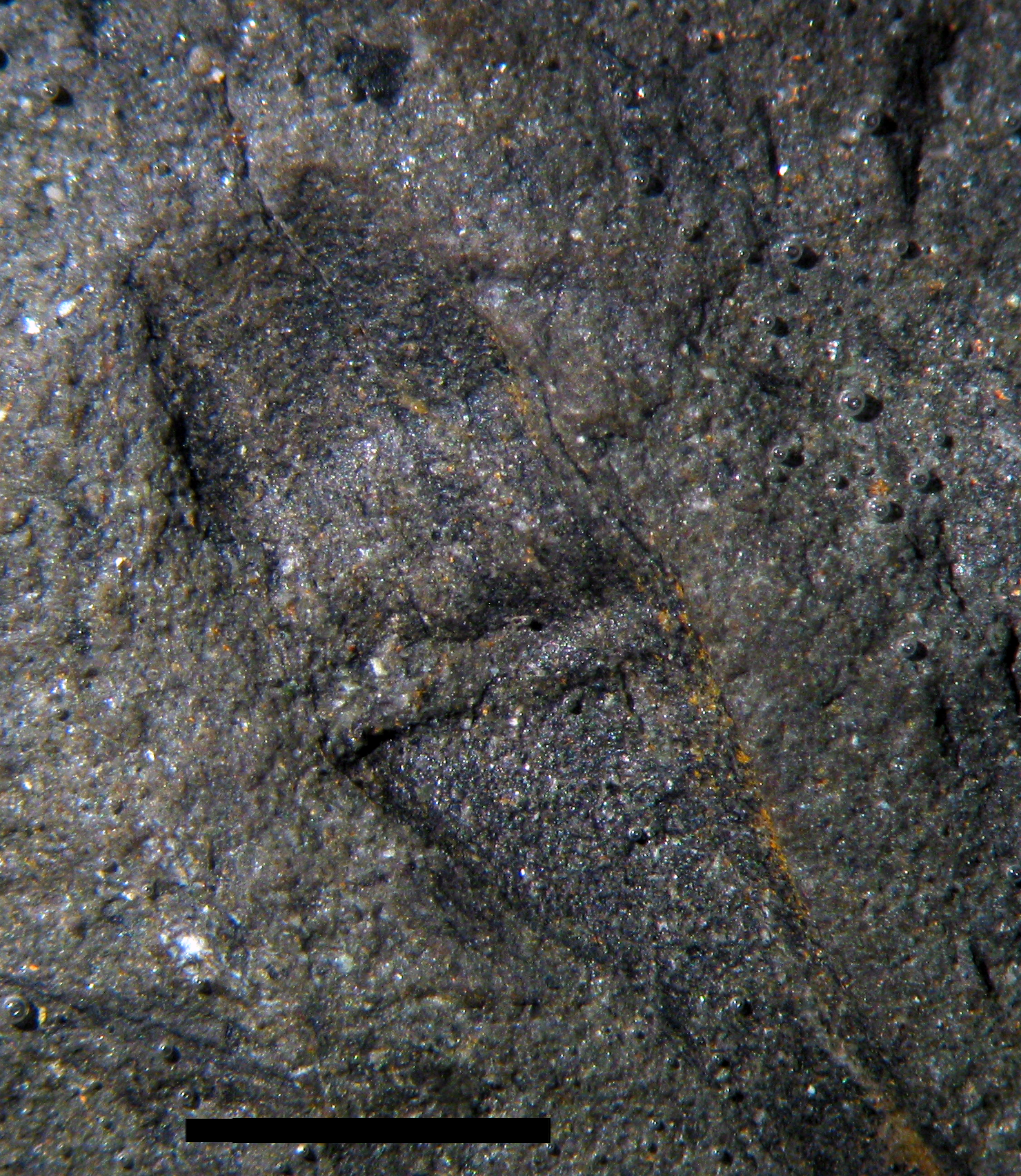

스포로고니테스(Sporogonites)는 스포로고니테스속을 아우르며 데본기 중기의 화석 식물이다. 유럽, 오스트레일리아, 뉴펀들랜드가 기원인 것으로 알려져 있다. 엽상체(아마도 배우체)로부터 다수의 단순한 포자체들이 나 있다. 외형은 선태식물과 비슷하다.